# Église Saint-Barthélemy de Tournon-d'Agenais
Pour les articles homonymes, voir Église Saint-Barthélemy.
L'église Saint-Barthélemy est une église catholique située à Tournon-d'Agenais, en France.

## Localisation
L'église Saint-Barthélemy est située à Tournon-d'Agenais, dans le département français de Lot-et-Garonne.

## Historique

### L'ancienne église Saint-Barthélemy

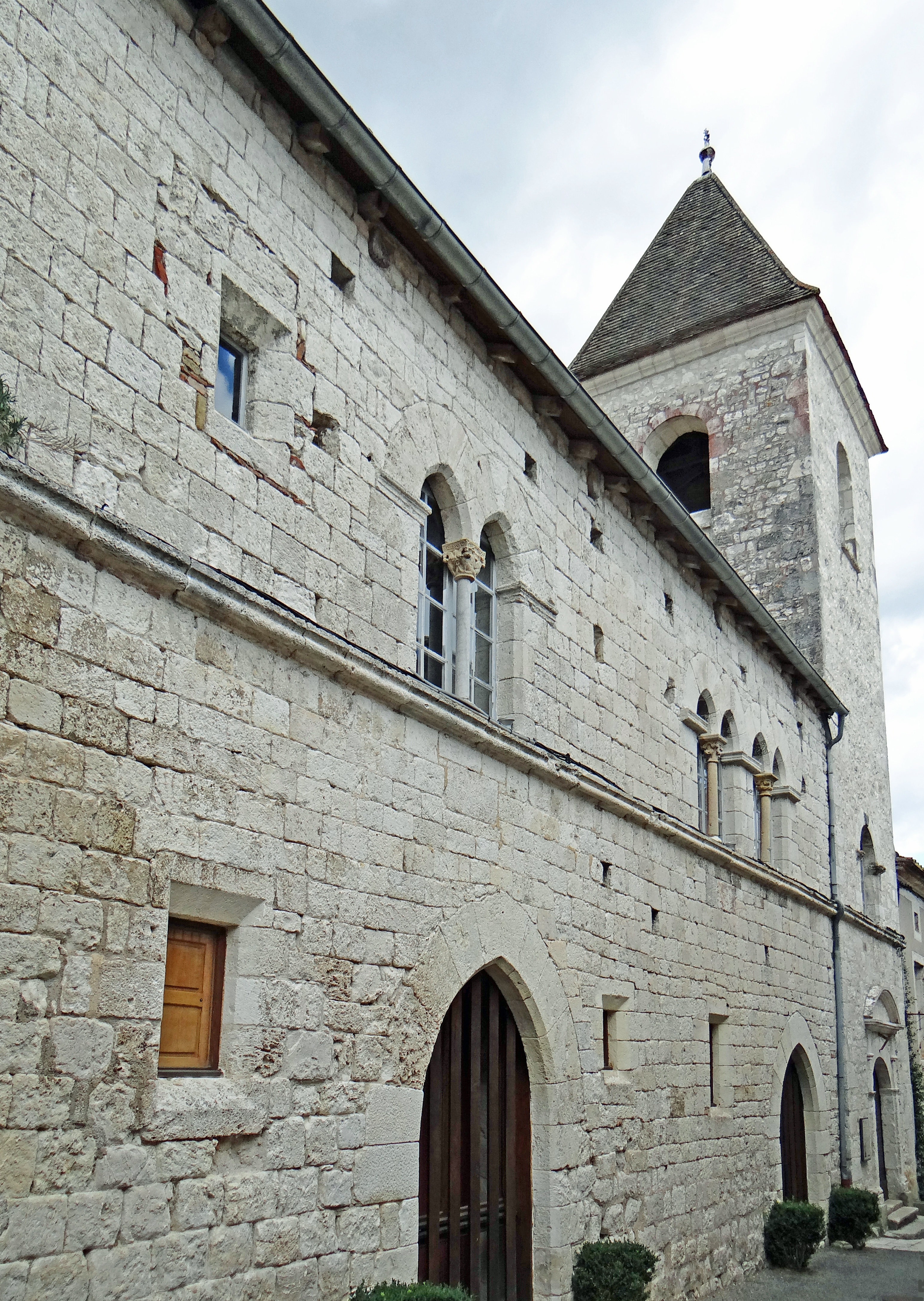
Maison dite de l'Abescat

L'église Saint-Barthélemy de Tournon-d'Agenais se trouvait contre les remparts de la ville, à l'emplacement actuel du jardin du monument aux morts de la Première Guerre mondiale. Elle était une annexe de l'église Saint-André-de-Carabaisse. Elle a été détruite en 1561 par les protestants.
Par la suite, les messes ont été célébrées dans la maison de l'Abescat qui appartenait à l'évêque d'Agen.

### La nouvelle église

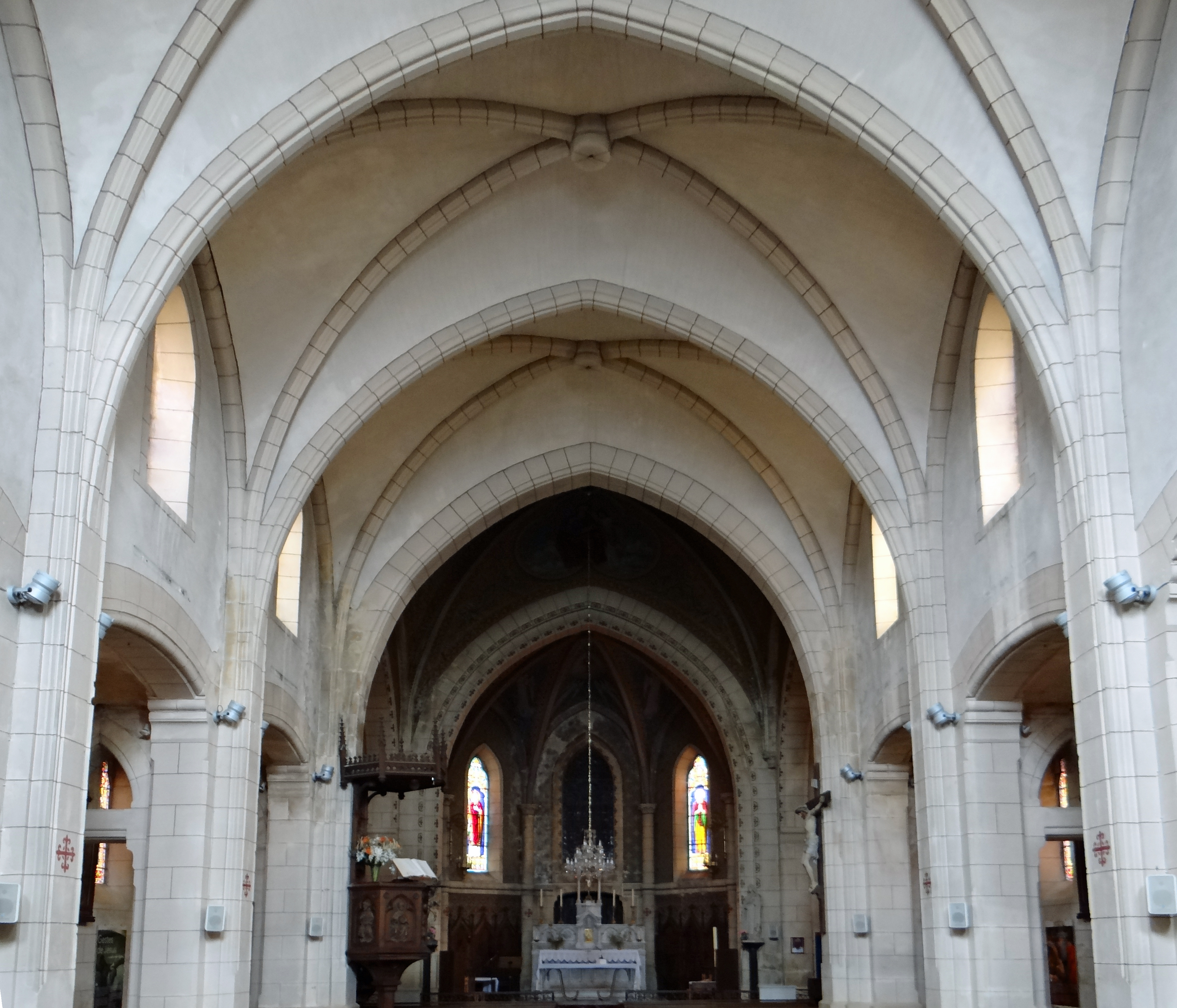
La nef de l'église

En 1868, la fabrique de l'église charge l'architecte Delmas, d'Agen, de faire des plans pour une nouvelle église. La guerre franco-allemande de 1870 retarde la réalisation du projet.
La fabrique achète en 1884 les terrains où se trouvait le couvent des franciscains du tiers ordre. Elle confie la maîtrise d'œuvre de la construction à l'architecte Bertrand Alfred Duprat, de Bordeaux. Les travaux sont commencés la même année. Le gros-œuvre est achevé en 1886. L'évêque d'Agen, Mgr Cœuret-Varin consacre l'église le 23 mars.
L'architecte Charles Bouillet, de Marmande, construit un clocher-tour « florentin » en façade en 1898-1901. Mais celui-ci présente des lézardes qui obligent à le détruire en 1943. Un clocher en béton armé est construit entre le chevet de l'église et la sacristie en 1957. Il a la particularité d'intégrer un château d'eau.

## Vitraux
Un ensemble de vitraux a été réalisé par l'atelier Étienne et Mouilleron de Bar-le-Duc, élèves de Laurent-Charles Maréchal. Ils ont été posés en 1885, 1895 et 1901.

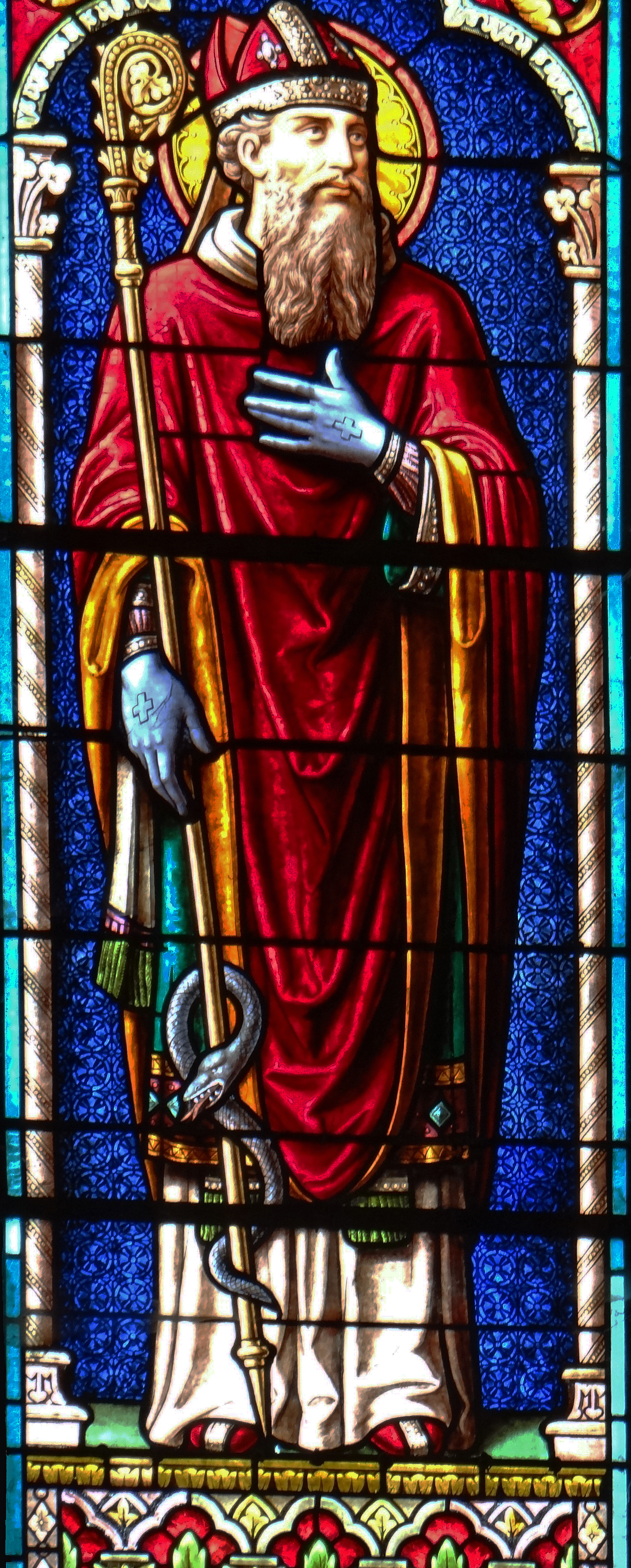
Saint Barthélemy (baie no 1)
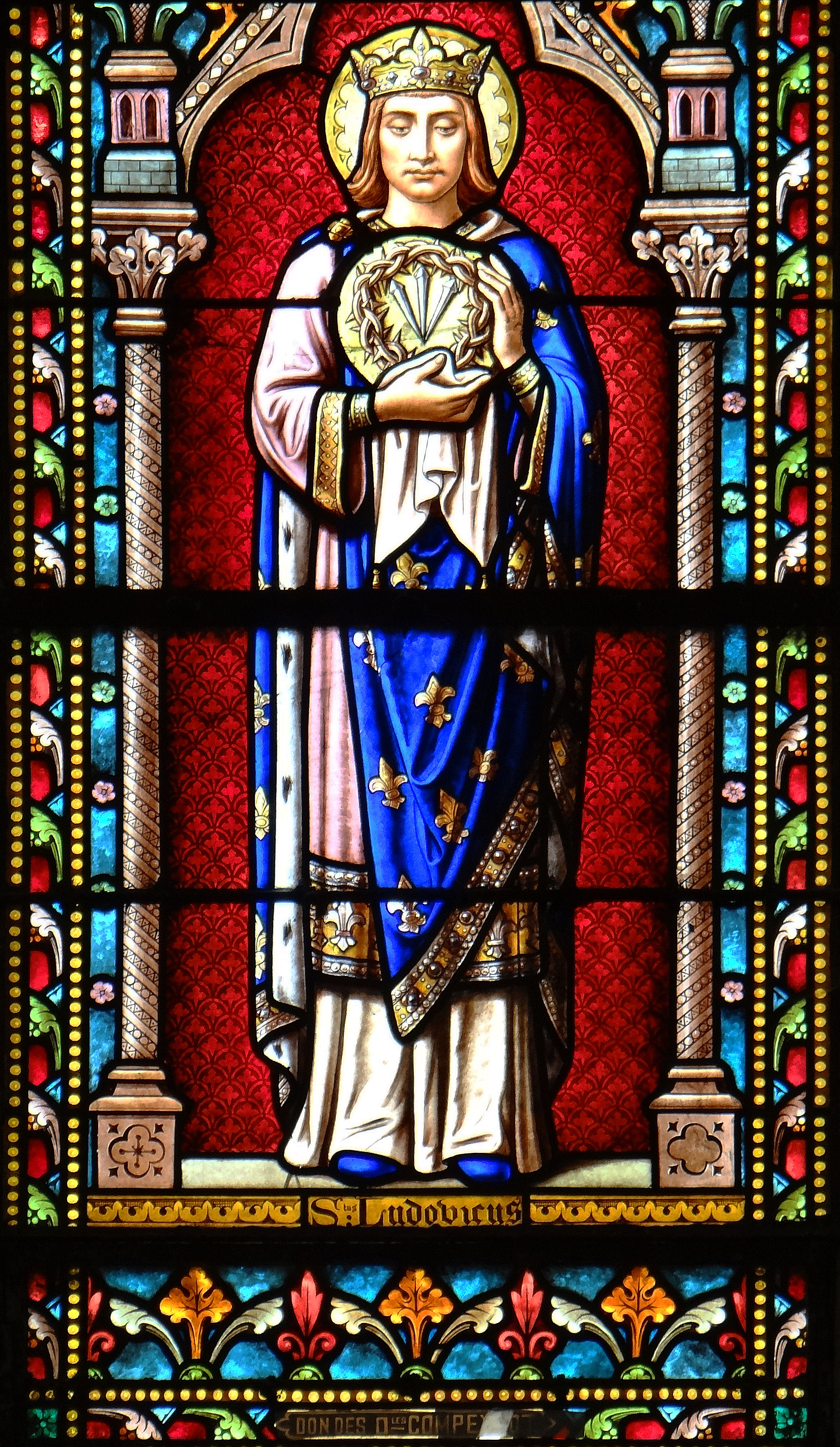
Saint Louis (baie no 9)
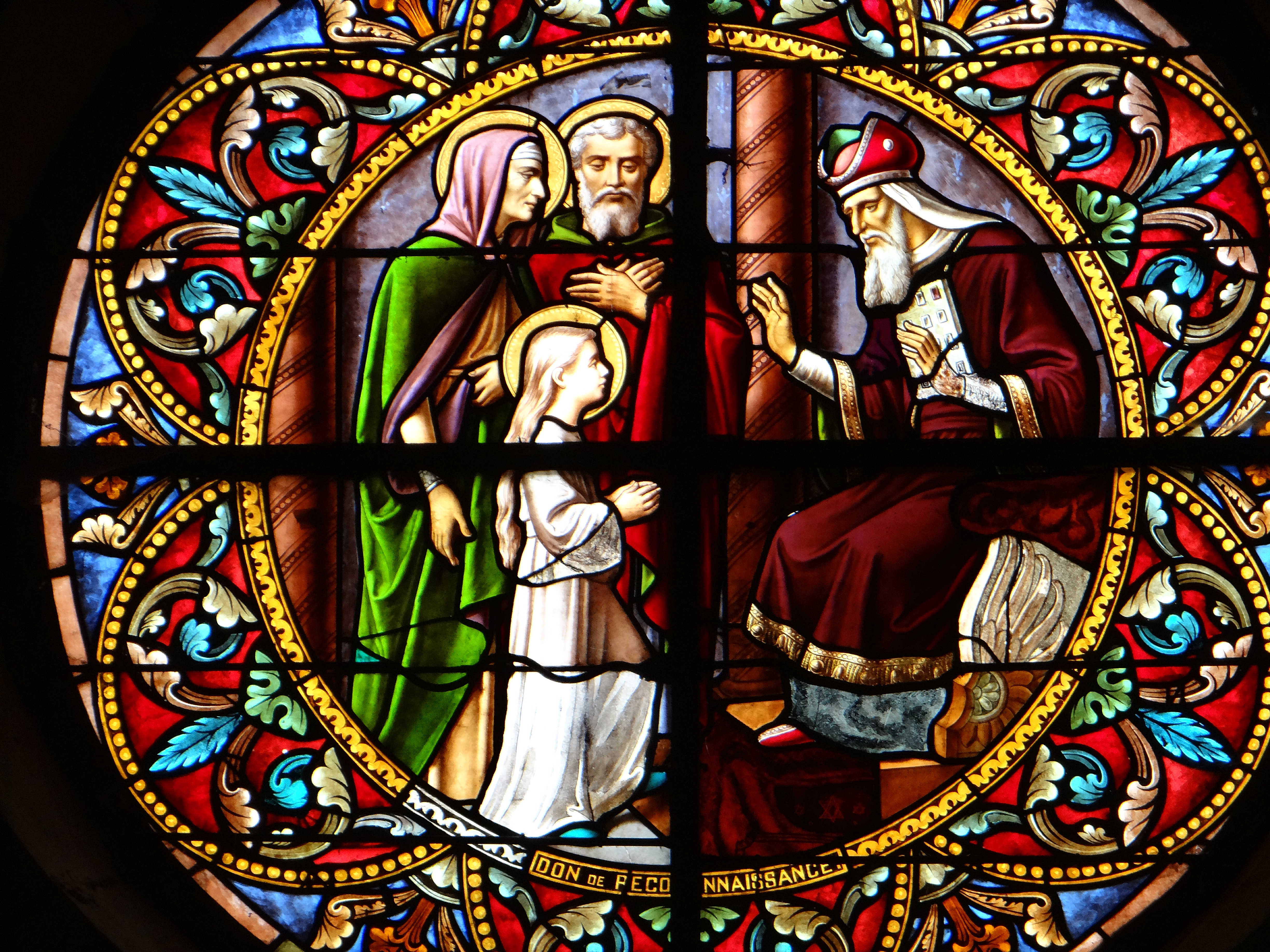
Présentation de la Vierge au Temple
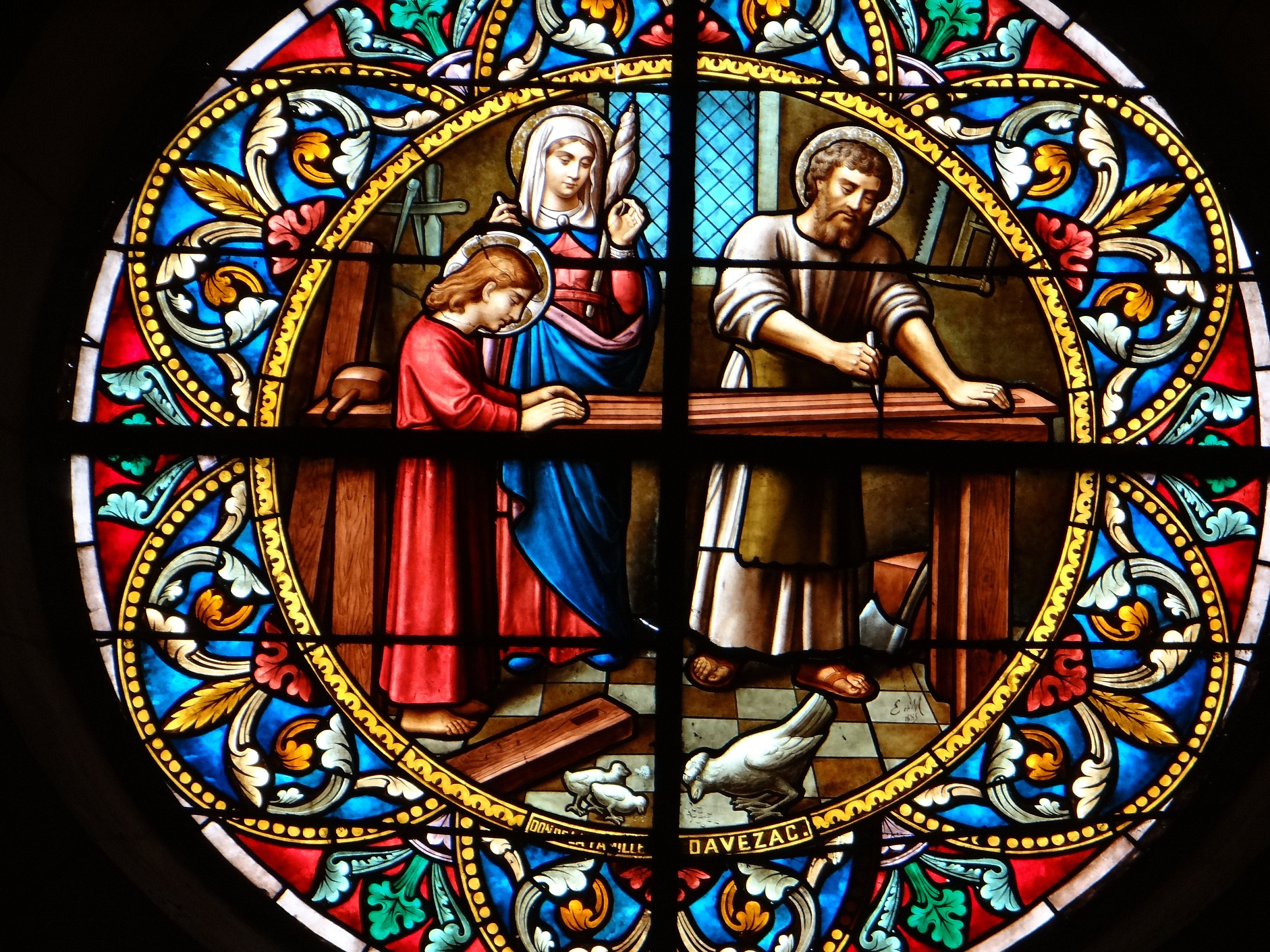
La sainte famille dans l'atelier de saint Joseph

## Décoration du chœur
Le peintre italien A. Michielin a réalisé des peintures murales sur le voûte et les murs du chœur, en 1937.

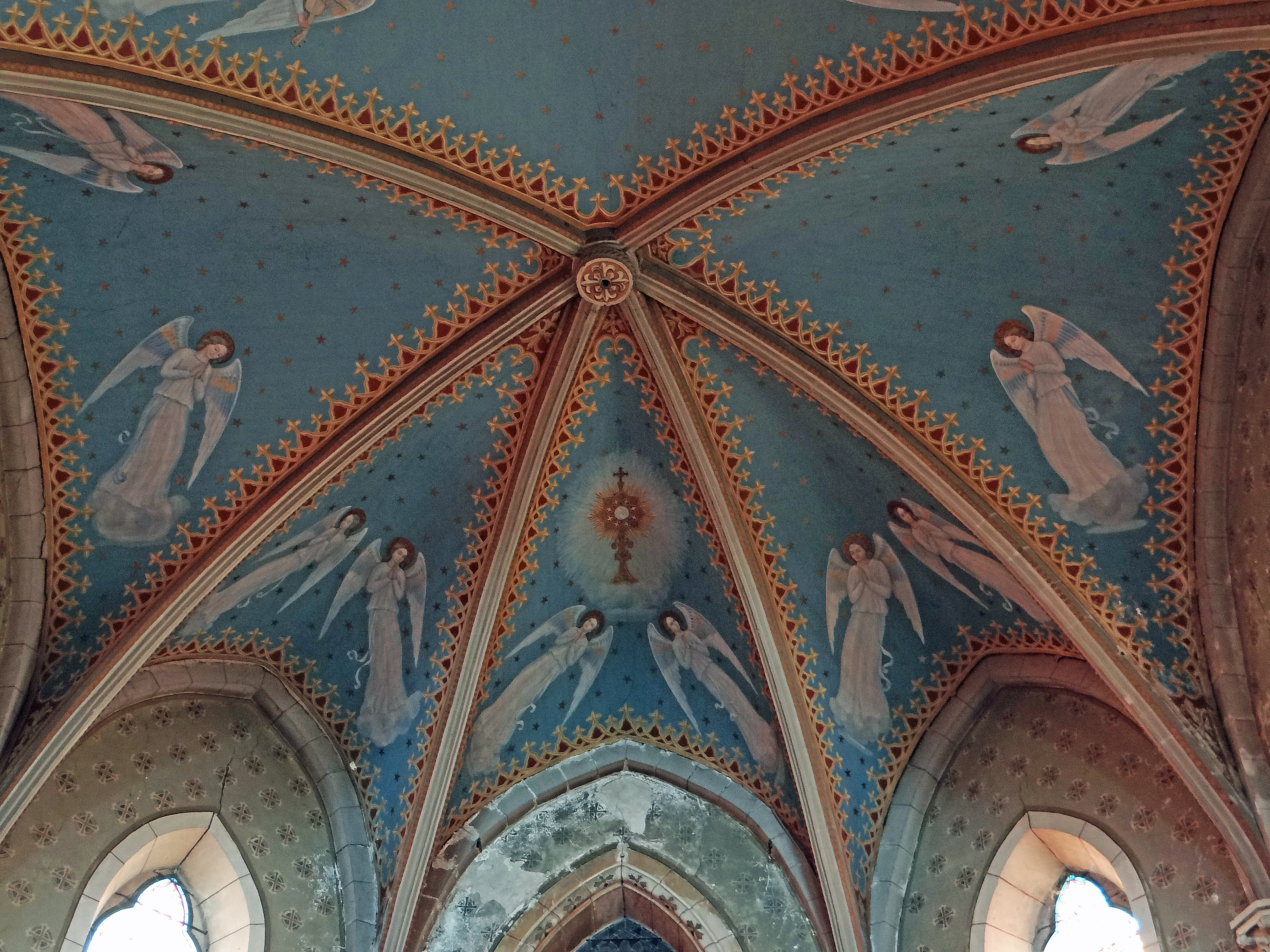
Voûte de l'abside : Adoration du Saint sacrement par des anges